# Lopera
Lopera település Spanyolországban, Jaén tartományban. Lopera Bujalance, Villa del Río, Montoro, Marmolejo, Arjona, Porcuna és Cañete de las Torres községekkel határos. Lakosainak száma 3539 fő (2024).

## Népesség
A település népessége az elmúlt években az alábbi módon változott:
| Lakosok száma | 3993 | 4001 | 3988 | 4008 | 3888 | 3837 | 3714 | 3665 | 3616 | 3539 |
|               | 2001 | 2004 | 2007 | 2009 | 2012 | 2014 | 2017 | 2019 | 2022 | 2024 |